# Paolo Grossi

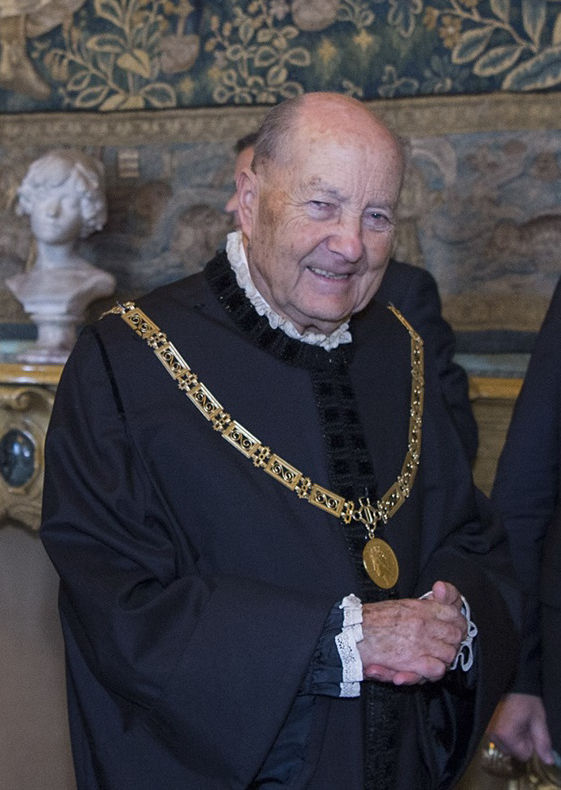
Paolo Grossi

Paolo Grossi (* 29. Januar 1933 in Florenz; † 4. Juli 2022) war ein italienischer Rechtswissenschaftler, Rechtshistoriker sowie Verfassungsrichter und Präsident des italienischen Verfassungsgerichtes.

## Leben
Im Jahr 1955 schloss Grossi sein Studium der Rechtswissenschaften an der Universität Florenz ab. Er wurde als Professor für Rechtsgeschichte an den Universitäten Siena, Macerata und zuletzt Florenz tätig. In Florenz hat er die Gründung des Centro di studi per la storia del pensiero giuridico moderno und der Fachzeitschrift Quaderni fiorentini per la storia del pensiero giuridico moderno gefördert. Von 1989 bis zum Jahr 1998 war er Mitglied des Fachbeirates des Frankfurter Max-Planck-Instituts für europäische Rechtsgeschichte. 2008 trat er als Universitätsprofessor in den Ruhestand. Am 17. Februar 2009 wurde Paolo Grossi vom Staatspräsidenten Giorgio Napolitano zum Verfassungsrichter ernannt. Am 24. Februar 2016 wurde er zum Präsidenten des Verfassungsgerichtes einstimmig gewählt. Da seine neunjährige Amtszeit am 23. Februar 2018 zu Ende gegangen war, ist Paolo Grossi auch aus dem Präsidentenamt ausgeschieden.
Darüber hinaus war Paolo Grossi Mitglied der Accademia Nazionale dei Lincei, der Accademia dei Georgofili in Florenz und der Accademia delle Scienze in Turin. Ehrendoktorate hatte er von den Universitäten Frankfurt am Main, Stockholm, Autònoma de Barcelona, Autónoma de Madrid und Sevilla erhalten. Nachdem er von den Bischöfen der Toskana ernannt worden war, wirkte er zwischen 1996 und 2004 als Richter des römisch-katholischen Kirchengerichtes Etruriens. Seit dem 25. Februar 2009 war er Träger des Großkreuzes des Verdienstordens der Italienischen Republik.
Paolo Grossi starb am 4. Juli 2022 im Alter von 89 Jahren.

## Schriften (Auswahl)
- L'ordine giuridico medievale. Laterza 2006.
- Das Recht in der europäischen Geschichte (aus dem Italienischen von G. Kuck). C.H. Beck, München 2010. ISBN 978-3-406-57761-1
- Scritti canonistici. 2013. Giuffrè Editore, Mailand 2013.
- Lebenswege: Legal Historian and Lawyer. In: Zeitschrift für Europäisches Privatrecht 2020, S. 95–106.